# Ashlie Atkinson
Ashley Elizabeth Atkinson (Little Rock, 6 de agosto de 1977), mais conhecida como Ashlie Atkinson, é uma atriz americana. Ela é mais conhecida por interpretar Nessa em Us & Them, Terri Mitchell em One Dollar, Mamie Fish em The Gilded Age.

## Filmografia

### Cinema
| Ano  | Título                              | Papel                         | Notas          |
| ---- | ----------------------------------- | ----------------------------- | -------------- |
| 2006 | Inside Man                          | Oficial de Comando Móvel Berk |                |
| 2006 | Another Gay Movie                   | Muffler                       |                |
| 2006 | Puccini for Beginners               | Mulher no banco do parque     |                |
| 2007 | Margot at the Wedding               | Becky                         |                |
| 2008 | The Guitar                          | Recepcionista                 |                |
| 2008 | Quid Pro Quo                        | Candy                         |                |
| 2008 | Another Gay Sequel: Gays Gone Wild! | Muffler                       |                |
| 2008 | Last Call                           | Donna                         |                |
| 2009 | The Invention of Lying              | Caixa de Banco                |                |
| 2009 | Hungry Years                        | Martha                        |                |
| 2010 | 13                                  | Margot                        |                |
| 2010 | BearCity                            | Amy                           |                |
| 2010 | Eat Pray Love                       | Garota da Livraria            |                |
| 2010 | An Invisible Sign                   | Tia de Lisa                   |                |
| 2010 | All Good Things                     | Bonnie Felder                 |                |
| 2010 | Condemned                           | Guarda noturno                | Curta-metragem |
| 2012 | Compliance                          | Marti                         |                |
| 2012 | My Best Day                         | Meagan                        |                |
| 2013 | He's Way More Famous Than You       | Gina                          |                |
| 2013 | Remedy                              | Nadine                        |                |
| 2013 | Weekend Away                        | Mãe                           | Curta-metragem |
| 2013 | Cold Comes the Night                | Assistente Social             |                |
| 2013 | The Wolf of Wall Street             | Rochelle Applebaum            |                |
| 2014 | Lyle                                | Terapeuta                     |                |
| 2014 | Smoke Bomb Boys                     | Açougueira                    | Curta-metragem |
| 2015 | Love Life                           | SweeteePi45                   | Curta-metragem |
| 2015 | Bridge of Spies                     | Professora                    |                |
| 2015 | Damnation: The Flashback            | Alma Bridges                  | Curta-metragem |
| 2016 | Certain Women                       | Secretária                    |                |
| 2016 | The Lennon Report                   | Deartra Sato                  |                |
| 2016 | Blood Stripe                        | Barb                          |                |
| 2017 | The Outcasts                        | Entrevistadora                |                |
| 2017 | Nowhere, Michigan                   | Erin                          |                |
| 2018 | BlacKkKlansman                      | Connie Kendrickson            |                |
| 2019 | Adam                                | Mestre de Cerimônia           |                |
| 2019 | Juanita                             | Peaches                       |                |
| 2019 | Two Strangers                       | Sally                         | Curta-metragem |
| 2020 | Distant                             | Tina                          | Curta-metragem |
| 2020 | Before/During/After                 | Marcella                      |                |
| 2021 | Small Engine Repair                 | Diane Swaino                  |                |
| 2025 | The Lost Bus                        | Ruby                          |                |

### Televisão
| Ano       | Título                            | Papel                               | Notas                                    |
| --------- | --------------------------------- | ----------------------------------- | ---------------------------------------- |
| 2004      | Law & Order                       | Wendy                               | Episódio: "Darwinian"                    |
| 2004–2005 | Rescue Me                         | Theresa                             | 6 episódios                              |
| 2006      | 3 lbs                             | Enfermeira Rhonda                   | 2 episódios                              |
| 2007-2011 | Law & Order: Criminal Intent      | Lisa Williams / Lisa Kirby          | 2 episódios                              |
| 2009      | The Unusuals                      | Tanya Blanston                      | Episódio: "The E.I.D."                   |
| 2010      | Louie                             | Professora                          | Episódio: "Pilot"                        |
| 2011      | Law & Order: Special Victims Unit | Rachel Gray                         | Episódio: "Pursuit"                      |
| 2011      | Bored to Death                    | Mãe perturbada                      | Episódio: "The Black Clock of Time"      |
| 2012      | Game Change                       | Mulher gorda                        | Telefilme                                |
| 2012      | Boardwalk Empire                  | Gianconda Rosetti                   | Episódio: "Sunday Best"                  |
| 2012      | 30 Rock                           | Theresa                             | Episódio: "Mazel Tov, Dummies!"          |
| 2013–2014 | F to 7th                          | Alex                                | 4 episódios                              |
| 2013      | Your Pretty Face Is Going to Hell | Coelho da Lua                       | Episódio: "Schmickler83!"                |
| 2014      | The Actress                       | Líder do Círculo de Discussão       | Episódio: "Unemployment"                 |
| 2014-2018 | Elementary                        | Gay                                 | 2 episódios                              |
| 2014      | Nurse Jackie                      | Kim                                 | Episódio: "Rat on a Cheeto"              |
| 2014–2015 | Us & Them                         | Nessa                               | 7 episódios                              |
| 2014      | High Maintenance                  | Treinadora                          | Episódio: "Ruth"                         |
| 2015-2019 | Blue Bloods                       | Sandra Colby                        | 3 episódios                              |
| 2015      | The Good Wife                     | Octavia Howe                        | Episódio: "Payback"                      |
| 2016      | Odd Mom Out                       | Patty                               | 2 episódios                              |
| 2016      | Divorce                           | Mulher                              | Episódio: "Détente"                      |
| 2017      | Crashing                          | Schmitty                            | 2 episódios                              |
| 2018–2019 | Happy!                            | Detetive de Assuntos Internos / Ace | 4 episódios                              |
| 2018      | Bull                              | Kendall Tyler                       | Episódio: "Kill Shot"                    |
| 2018      | Jessica Jones                     | Mavis                               | Episódio: "AKA Start at the Beginning"   |
| 2018      | One Dollar                        | Terri Mitchell                      | 9 episódios                              |
| 2019      | Fosse/Verdon                      | Sra. Fosse                          | Episódio: "All I Care About Is Love"     |
| 2019      | Mr. Robot                         | Janice                              | 5 episódios                              |
| 2019      | Emergence                         | April                               | 2 episódios                              |
| 2019-2020 | New Amsterdam                     | Jackie Connor                       | 2 episódios                              |
| 2019      | The Marvelous Mrs. Maisel         | Peggy                               | 2 episódios                              |
| 2020      | Prodigal Son                      | Leanne                              | Episódio: "Death's Door"                 |
| 2021      | Zoey's Extraordinary Playlist     | Nova                                | Episódio: "Zoey's Extraordinary Mystery" |
| 2021      | Impeachment: American Crime Story | Juanita Broaddrick                  | 3 episódios                              |
| 2022-2025 | And Just Like That...             | Amanda                              | 5 episódios                              |
| 2022-2025 | The Gilded Age                    | Mamie Fish                          | 15 episódios                             |
| 2023-2024 | American Horror Story: Delicate   | Susan                               | 4 episódios                              |
| 2024      | FBI                               | Melissa Mulwray                     | Episódio: "Trusted"                      |

### Teatro
| Ano  | Título                 | Papel         | Notas        |
| ---- | ---------------------- | ------------- | ------------ |
| 2004 | Fat Pig                | Helen         | Off-Broadway |
| 2007 | The Ritz               | Vivian Proclo | Broadway     |
| 2007 | The Butcher of Baraboo | Midge         | Off-Broadway |
| 2015 | Steve                  | Carrie        | Off-Broadway |

### Video game
| Ano  | Título       | Papel                  |
| ---- | ------------ | ---------------------- |
| 2016 | Watch Dogs 2 | Lenora 'Lenni' Kastner |